# Сунье, Рубен
Рубе́н Хосе́ Сунье́ (исп. Rubén José Suñé; 7 марта 1947, Буэнос-Айрес — 20 июня 2019, Буэнос-Айрес) — аргентинский футболист, выступавший за такие клубы, как «Бока Хуниорс», «Уракан», «Унион» (Санта-Фе) и «Сан-Лоренсо де Альмагро», а также сборную Аргентины. Наиболее известен по выступлениям за «Боку», в составе которой выиграл большое число трофеев, был капитаном команды.

## Биография
Начал свою профессиональную карьеру в «Боке» в 1967 году, быстро стал игроком основного состава. За шесть сезонов выиграл два национальных чемпионата, будучи одним из ведущих полузащитников клуба, но затем был вынужден уйти из клуба; руководство «Боки» продало его в «Уракан», где он не задержался надолго, как и в следующем своём клубе — «Унионе». В 1976 году новый тренер «Боки» Хуан Карлос Лоренсо пригласил Сунье вернуться в команду, и тот согласился. Сунье получил капитанскую повязку. Время после его возвращения стало одним из наиболее успешных в истории «Боки». Команда выиграла в сезоне 1976 года оба национальных чемпионата; в финале розыгрыша турнира Насьональ, где «Боке» противостоял её соперник по буэнос-айресскому класико «Ривер Плейт», Сунье забил решающий гол в конце матча в ворота Убальдо Фильоля, «Бока» победила 1:0. В 1977 году успехи «Боки» продолжились: в финале Кубка Либертадорес по пенальти в дополнительном матче был обыгран «Крузейро», затем команда выиграла Межконтинентальный кубок, переиграв по сумме двух матчей «Боруссию» (Мёнхенгладбах) — одну из сильнейших команд мира того времени, в которой выступали несколько чемпионов мира; и роль хавбека Сунье, капитана команды, в этих успехах была велика. В 1978 году «Бока» под руководством Лоренсо и с Сунье в роли капитана уверенно выиграла второй подряд Кубок Либертадорес. После этого Сунье ещё около двух лет провёл в составе «Боки», а по окончании сезона 1980 года ушёл из клуба. Всего в составе команды он провёл 374 матча, забил 36 голов, из них 317 игр и 34 гола в чемпионате Аргентины. Свой последний сезон, сезон 1981 года, Рубен Сунье провёл в составе «Сан-Лоренсо де Альмагро», после чего завершил карьеру игрока.
Провёл шесть игр за сборную Аргентины, не принимал участие в её составе в каких-либо крупных турнирах.
В 1984 году перенёс серьёзную депрессию, предпринял попытку самоубийства.
Впоследствии некоторое время тренировал молодёжную команду «Боки Хуниорс».

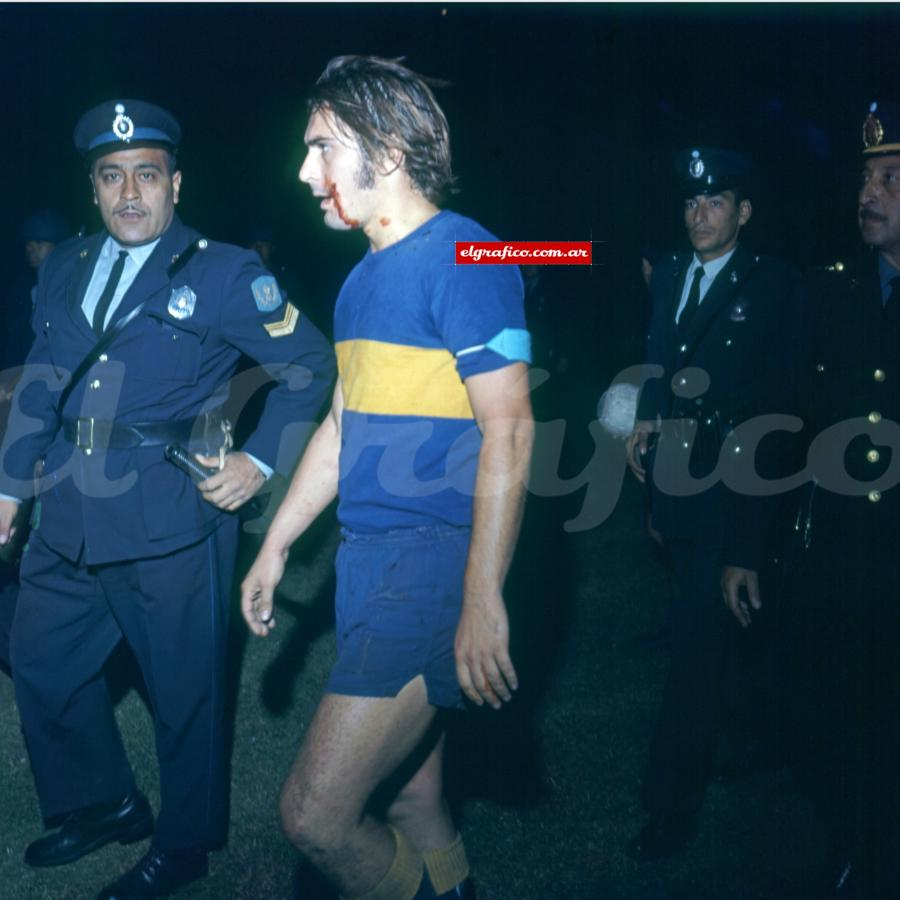
Рубен Сунье с окровавленным лицом после драки в матче «Бока Хуниорс» — «Спортинг Кристал» (Перу), Кубок Либертадорес, 1971 год.

## Достижения
Все — в составе «Бока Хуниорс».
- Четырёхкратный чемпион Аргентины: 1967 (Н), 1970 (Н), 1976 (Н), 1976 (М)
- 2-е место в чемпионате Аргентины: 1978 (М)
- 3-е место в чемпионате Аргентины (2): 1969 (М), 1972 (Н)
- Обладатель Кубка Аргентины: 1969
- Двукратный обладатель Кубка Либертадорес: 1977, 1978
- Обладатель Межконтинентального кубка: 1977